# Dedics Kálmán
Dedics Kálmán (Nyíregyháza, 1877. október 13. – Budapest, 1969. április 8.) magyar műlakatos, repülőgépmotor-szerkesztő és építő, a magyar repülőgépgyártás úttörője.

## Életpálya
Fiatal felnőtt korában Németországba ment, négy évig dolgozott az autó és motor szakmában. 1905-ben Budapesten Autó és motorjavító műhelyt nyitott fivérével (Dedics Ferenc), 1911-ben betársult bátyja 1903-ban Budapesten létesített motorkerékpár- és autójavító vállalatába. Az üzemet még ez évben áttelepítették (Óriás, ma Leonardo da Vinci u 15.) a felépült új emeletes műhelyépületbe és a Dedics-testvérek immáron cégbejegyzéssel folytatták működésüket. A vállalat Magyarországon az első repülőgépmotorokat szerkesztette és építette 1909-1913 között, amikor a repülőgépgyártás még külföldön is gyermekkorát élte. Első repülőgépmotorjuk egy kéthengeres, 24 lóerős álló motor volt, közel 70 kilogramm súllyal. Ezt a motort Adorján János 1910-es Libelle és 1912-es Strucc nevet viselő gépébe építette be. Munkásságának legjelentősebb konstrukciója egy, a Létai III-monoplánba épített hathengeres csillagmotor volt. Korát megelőzve, a 60 lóerő teljesítmény mellett a súlya mindössze 60 kilogramm volt. 1914 júliusában  Pöstyénben rendezett repülőnapon az első helyet a Molnár Gyula pilóta által vezetett Dedics-motoros gép vitte el. A cég 1927-ben Demobil névvel kisautót készített. 1927-ben Kálmán kivált a társas cégből és önálló iparosként, majd alkalmazottként különböző helyeken hasznosította szakképzettségét. A Magyar Állami Vas-, Acél- és Gépgyáraktól (MÁVAG) ment nyugdíjba.

## Külső hivatkozások
- Dedics Kálmán. matra-aero.hu. (Hozzáférés: 2011. december 24.)